# Boissy-lès-Perche
Boissy-lès-Perche é uma comuna francesa na região administrativa do Centro, no departamento Eure-et-Loir. Estende-se por uma área de 34,2 km². Em 2010 a comuna tinha 499 habitantes (densidade: 14,6 hab./km²).